# Naide Gomes
Enezenaide do Rosário da Vera Cruz Gomes, mais conhecida como Naide Gomes OIH (São Tomé, 20 de novembro de 1979), é uma atleta portuguesa, que representa o Sporting Clube de Portugal desde 1998. Em 2006 recebeu a Medalha Olímpica Nobre Guedes. O seu treinador é Abreu Matos.
Foi atleta de alta competição no salto em comprimento embora os seus primeiros resultados de nível internacional tivessem ocorrido nas provas combinadas, nomeadamente no Pentatlo uma prova do atletismo disputada em pista coberta dado que no heptatlo uma prova disputada ao ar livre nunca alcançou qualquer medalha em Campeonatos da Europa, do Mundo ou Jogos Olímpicos. 
As suas prestações menos boas no heptatlo, comparativamente às que obteve no pentatlo, deveram-se a lesões que, em algumas épocas, condicionaram-lhe a preparação ou impossibilitaram mesmo a sua participação nos Campeonatos do Mundo (Paris 2003) e na prova do heptatlo (Helsínquia, 2005). A ponto de a terem levado a especializar-se numa das provas do heptatlo na qual era mais forte: o salto em comprimento e a colocar o heptatlo e o pentatlo de parte. A sua prestação nos 200 metros rasos e lançamento do dardo, provas que constam do heptatlo e não do pentatlo, era inferior relativamente às restantes que compõem o heptatlo.

## Biografia
Representou São Tomé e Príncipe, país onde nasceu, na prova de 100 metros barreiras nos Jogos Olímpicos de Sydney, na Austrália, em 2000 isto depois de ter ficado a 21 pontos dos mínimos de qualificação na prova do heptatlo para a mesma competição.
Depois de um processo de naturalização moroso concluído em 2001 representa Portugal pela primeira vez no Campeonato da Europa de Pista Coberta em Viena em 2002, na prova do Pentatlo e surpreende tudo e todos ao lutar pelo título até ao final dos 800 metros tendo sido ultrapassada pela russa Yelena Prokhorova e obtendo desta forma a medalha de Prata e o estatuto de vice-campeã da Europa terminando esse pentatlo à frente da sueca Carolina Klüft que aqui se deu a conhecer ao Mundo. Em Viena bateu o recorde nacional do pentatlo que já era seu, ao atingir a marca de 4595 pontos.
Apostava muito no Campeonato da Europa ao Ar Livre em 2002 que decorreu em Munique, tendo batido na preparação para essa prova o recorde nacional do heptatlo nas provas de Desenzano del Garda na Itália e Ratingen na Alemanha no entanto uma lesão condicionou-lhe a preparação e teve uma participação modesta.

## 2003
Em 2003 participou no Campeonato do Mundo de Atletismo de Pista Coberta em Birmingham, onde alcançou o 5º lugar. Com expectativas reforçadas para o Campeonato Mundo de Atletismo ao Ar Livre em 2003 que decorreu em Paris, mas no entanto uma lesão impediu-a de alinhar na prova.

## 2004
Em 2004 era ano de Jogos Olímpicos em Atenas e Naide Gomes sagrou-se campeã mundial do Pentatlo de Pista Coberta no evento que decorreu em Budapeste na Hungria batendo o recorde nacional e a melhor marca mundial do ano com 4759 pontos numa prova que não contou com a participação da sueca Carolina Klüft. A medalha de prata coube à ucraniana Nataliya Dobrynska (4727 pontos) e medalha de bronze à lituana Austra Skujyte (4679 pontos).
Em Atenas as expectativas eram altas embora a atleta reconhecesse que não era tão forte no heptatlo como no pentatlo. Ao final do primeiro dia do heptatlo seguia na segunda posição atrás de Carolina Klüft no entanto o segundo dia não foi tão bom como o primeiro e a melhor atleta de sempre em provas combinadas em Portugal e a única de sempre com nível internacional terminou a prova no sexto lugar.

## 2005
A 8 de março foi feita Oficial da Ordem do Infante D. Henrique.
Em 2005 opta por participar no Campeonato Europeu de Atletismo em Pista Coberta que decorreu em Madrid, no salto em comprimento, e a aposta foi ganha. Como resultado vence a medalha de ouro e o estatuto de campeã da Europa. Numa prova que ficou marcada por um erro de um dos oficiais que mede os saltos e que mediu erradamente o salto da alemã Bianca Kappler, como a própria reconheceu, o que fez com que a portuguesa só fosse declarada Campeã da Europa no dia seguinte à prova. Naide Gomes bate nesta prova o recorde nacional de salto em comprimento com a marca de 6,70 m. A medalha de prata coube à grega Stilianí Pilátou (6,64 m) e a medalha de bronze à romena Adina Anton (6,59 m) e também à alemã Bianca Kappler (6,53 m) a forma encontrada pela AEA (Associação Europeia de Atletismo) para solucionar o problema provocado pela má medição de um salto desta atleta. 
Depois deste bom resultado seguia-se o Campeonato do Mundo de Atletismo ao Ar Livre que em 2005 decorreu em Helsínquia, na Finlândia e a aposta no Salto em Comprimento tornou-se óbvia. Não se conseguiu qualificar para a final falhando redondamente o objectivo para a prova.

## 2006
O ano de 2006 continuaria a ser marcado pela aposta no salto em comprimento e no Campeonato do Mundo de Atletismo de Pista Coberta, que decorreu em Moscovo, consegue a medalha de prata no último salto com 6,76 m marca que constituiu novo recorde nacional. No salto anterior já tinha estabelecido o recorde nacional com os 6,75 m obtidos na final num salto anterior aquele. Tal como na qualificação já o ter batido com a marca de 6,73 m. Praticamente durante toda a prova esteve na zona das medalhas e ter sido colocada em 4º lugar após o salto da espanhola Concepción Montaner, a portuguesa no último salto alcança uma merecida medalha. Nesta competição a medalha de ouro foi atribuída à norte-americana Tianna Madison (6,80 m) mas somente após novas análises terem confirmado o doping da então medalha de ouro. A russa Tatyana Kotova foi desqualificada por doping em 2018 após novas análises em 2013 terem comprovado o doping.
No Campeonato da Europa de Atletismo ao Ar Livre que em 2006 decorreu em Gotemburgo, na Suécia, alcançou no Salto em Comprimento a medalha de Prata com 6,84 m marca que só não constitui recorde nacional porque foi obtida com vento anti-regulamentar (+2,0 m/s) e o estatuto de vice-campeã da Europa terminando o concurso  atrás da russa Lyudmila Kolchanova que em 2005 já a tinha relegado para o segundo lugar e respectiva medalha de prata na prova de Salto em Comprimento nas Universíadas que decorreram em Izmir, na Turquia. Competição na qual Naide na final obteve 6,56 m contra 6,79 m de Kolchanova sendo o pódio completado por outra russa Lebusova com 6,51 m.
Ainda em 2006 alcança a medalha de Prata atrás da representante russa na Taça do Mundo que teve lugar em Atenas na Grécia.

## 2007
Em 2007 consegue conquistar pela 2ª vez consecutiva o título de Campeã da Europa de Atletismo de Pista Coberta de salto em comprimento em Birmingham, com a marca de 6,89 m (novo recorde nacional). A medalha de prata coube à espanhola Concepción Montaner (6,69 m) e a de bronze à checa Denisa Scerbová (6,64 m).
No Meeting de Madrid é segunda classificada e torna a bater o recorde nacional de salto em comprimento ultrapassando a mítica barreira dos 7 m alcançando a marca de 7,01 m.
No Campeonato do Mundo de Atletismo ao Ar Livre em 2007 que teve lugar em Osaka, depois de se ter qualificado para a final do Salto em Comprimento logo no primeiro salto com a melhor marca (6,96 m) entre todas as concorrentes ex-aequo com a russa Lyudmila Kolchanova na final obtém a 4ª posição com a marca de 6,87 m logo obtida no primeiro salto numa prova ganha pela russa Tatyana Lebedeva e na qual no último ensaio foi ultrapassada pelas russas Lyudmila Kolchanova e Tatyana Kotova.   

## 2008
No Meeting de atletismo de pista coberta, em Estocolmo em fevereiro, bateu a marca nacional de salto em comprimento, com 6,93 metros.
Qualificou-se para os Jogos Olímpicos de Pequim em 2008, com a marca alcançada na qualificação para a final do salto em comprimento no Mundial de Osaka 
Em março, conquista o título de campeã do mundo de atletismo de pista coberta de salto em comprimento em Valência, Espanha, com a marca de 7,00 m, record nacional de pista coberta. O pódio é completado pela brasileira Maurren Maggi, que saltou 6,89 m (novo recorde sul-americano), e pela russa Irina Simagina, que cravou 6,88 m.
A 22 de julho, no meeting de atletismo de Estocolmo, ao ar livre, Naide melhora o seu recorde nacional para 7,04 m, que lhe garantiu a vitória na prova.
A 28 de julho, no  Meeting Herculius, Mónaco, Naide Gomes salta 7,12 m, novo recorde nacional, recorde ibérico e melhor marca mundial de 2008.
Em segundo lugar, com 6,72 m, ficou a norte-americana Brittney Reese, e em terceiro lugar a russa Lyudmila Kolchanova, com 6,68 m, atleta que até esta data partilhava com Naide Gomes a melhor marca mundial anual do comprimento com 7,04 m. 
Em 19 de agosto nos Jogos Olímpicos de Pequim em 2008, apesar de favorita para a medalha de ouro, e  em excelente forma física, faz dois saltos nulos consecutivos, e salta 6,29 m. num terceiro, falhando assim inesperadamente a qualificação para a final.

## 2009

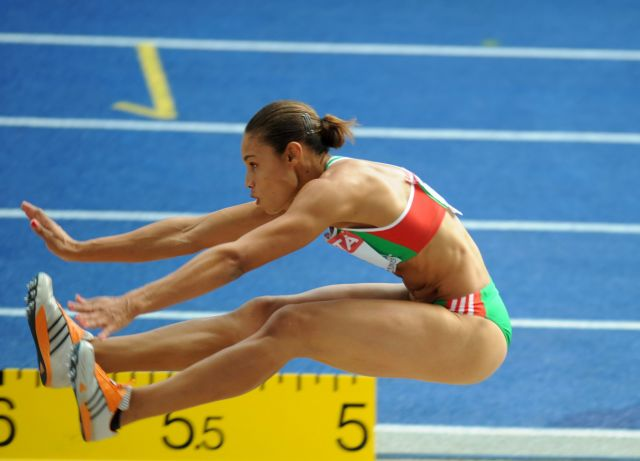
Naide saltando em 2009.

Em agosto, no Campeonato do Mundo de Atletismo, disputado em Berlim, na Alemanha, classificou-se para a final com a melhor marca de entre todas as saltadoras a concurso (6,86 m).
Apesar do favoritismo e da garantia do seu treinador, José Barros, de que estaria "em grande forma", Naide ficou em quarto lugar na final ficando fora das medalhas. O melhor salto da recordista portuguesa não foi além dos 6,77 m. A vencedora foi a norte-americana Brittney Reese que se sagrou campeã do mundo saltando 7,10 m.
Em 2018 Tatyana Lebedeva foi condenada pelo Comité Olímpico Internacional por uso de doping, perdendo todos os resultados obtidos entre agosto de 2008 e agosto de 2010.
Nesse período, a atleta russa participou nos Mundiais de Atletismo competição onde conquistou a medalha de prata no salto em comprimento, um torneio onde a portuguesa Naide Gomes ficou em quarto lugar.
Com esta desclassificação Naide Gomes sobe ao terceiro lugar e conquista a medalha de bronze numa competição que ainda não tinha no palmarés.
Em Setembro de 2019 subiu ao palco dos Mundiais de atletismo, em Doha, para receber a medalha que conquistou em 2009.

## 2010
Em março conquistou a medalha de prata no salto em comprimento, nos Mundiais de Atletismo em pista coberta em Doha, no Qatar com um salto de 6,67 m. No dia 27 de julho Naide Gomes qualificou-se para a Final do Salto em Comprimento em Barcelona (Europeus de Atletismo). No dia 28 Naide Gomes sagra-se vice-campeã da Europa com um salto de 6,92 m empatando com a campeã europeia que também saltou 6,92 m.

## 2015
A 26 de março anuncia em conferência de imprensa o ponto final na sua carreira, aos 35 anos, devido a lesão prolongada. A atleta do Sporting, estava afastada das pistas desde 2013.

## Resultados
| Ano  | Prova                                            | Local                      | Resultado | Evento                         |
| ---- | ------------------------------------------------ | -------------------------- | --------- | ------------------------------ |
| 1999 | Jogos Pan-africanos                              | Joanesburgo, África do Sul | 5ª        | Heptatlo                       |
| 2002 | Campeonato Europeu de Atletismo em Pista Coberta | Viena, Áustria             | 2ª        | Pentatlo                       |
| 2002 | Campeonato Europeu                               | Munique, Alemanha          | 10ª       | Salto em comprimento           |
| 2003 | Campeonato Mundial de Atletismo em Pista Coberta | Birmingham, Reino Unido    | 5ª        | Pentatlo                       |
| 2004 | Campeonato Mundial de Atletismo em Pista Coberta | Budapeste, Hungria         | 1ª        | Pentatlo                       |
| 2005 | Campeonato Europeu de Atletismo em Pista Coberta | Madrid, Espanha            | 1ª        | Salto em comprimento           |
| 2005 | Campeonato Mundial                               | Helsínquia, Finlândia      | 5ª        | Salto em comprimento           |
| 2005 | Universíada                                      | Esmirna, Turquia           | 2ª        | Salto em comprimento           |
| 2006 | Campeonato Mundial de Atletismo de Pista Coberta | Moscovo, Rússia            | 2ª        | Salto em comprimento, 6.76 RNi |
| 2006 | Campeonato Europeu de Atletismo                  | Gotemburgo, Suécia         | 2ª        | Salto em comprimento           |
| 2007 | Campeonato Europeu de Atletismo de Pista Coberta | Birmingham, Inglaterra     | 1ª        | Salto em comprimento, 6.89 RNi |
| 2008 | Campeonato Mundial de Atletismo em Pista Coberta | Valência, Espanha          | 1ª        | Salto em comprimento, 7.00 RNi |
| 2009 | Campeonato do Mundo de Atletismo                 | Berlim, Alemanha           | 3ª        | Salto em comprimento, 6.77     |
| 2010 | Campeonato Mundial de Atletismo em Pista Coberta | Doha, Qatar                | 2ª        | Salto em comprimento, 6.67     |
| 2010 | Campeonato Europeu de Atletismo                  | Espanha, Barcelona         | 2ª        | Salto em comprimento, 6.92     |
| 2011 | Campeonato Europeu de Atletismo de Pista Coberta | Paris, França              | 2ª        | Salto em comprimento, 6.79     |
| 2011 | Campeonato do Mundo de Atletismo                 | Daegu, Coreia do Sul       | 10ª       | Salto em comprimento, 6.26     |

## Recordes pessoais
- 100 metros - 12.56 1/1/2001
- 200 metros - 24.87 Logroño 16/7/2005
- 800 metros - 2:16.31 Helsinquia 7/8/2005
- 100 metros barreiras - 13.52 Ratingen 27/6/2004
- Salto em altura - 1.86 Ratingen 15/6/2002
- Salto em comprimento - 7.12 Monaco 29/7/2008
- Lançamento do peso - 14.71 Atenas 20/8/2004
- Lançamento do disco - 35.28 1/1/2003
- Lançamento do dardo - 42.86 Argel 13/7/2000
- Heptatlo - 6230 Logroño 17/7/2005
- Pentatlo (pista coberta) - 4759 Budapeste 5/3/2004